# Ichsjididen
De Ichsjididen regeerden over Egypte tussen 935 en 969. De naam Ichsjid is afgeleid van het Oud-Iraanse woord khshāyathiya, waar ook het woord sjah afkomstig van is. De betekenis is heerser of koning. De stichter van de dynastie is Mohammad ibn Tughj al-Ikhshid (882-946).

## Achtergrond
De sterke man begin de 10de eeuw in het Kalifaat van de Abbasiden was generaal Mu'nis al-Muzaffar (908-933). ibn Tughj had zijn militaire opleiding onder zijn vleugels geleerd. Na eerst wali te zijn geweest in Damascus, werd hij aangesteld als gouverneur van Egypte. In 935 wist hij de Noord-Afrikaanse Fatimiden te stuiten en kreeg hiervoor van kalief Ar-Radi (934-940) de titel van laqab, en daarmee gepaard gaand een grote vorm van autonomie.

## Bestuur van Egypte
Met ibn Tughj brak er een gouden periode aan voor Egypte. In 942 sloeg hij zijn eigen munt. Hij bouwde een sterk leger uit bestaande uit een groot deel zwarten. In 944 kan hij de Hamdaniden in Syria ver terugdrijven. Als beloning kreeg hij en zijn familie voor dertig jaar het gouverneurschap over Egypte, Syria en Hidjaz.
Na de dood van ibn Tughj in 946, werd zijn rechterhand en gewezen slaaf Abu al-Misk Kafoer (946-968) de sterke man. Alhoewel de zonen van ibn Tughj regeerden in naam, had Kafoer de facto de controle over Egypte. Na de dood van Abu'l-Hasan Ali ibn al-Ikhshid in 966 regeerde hij zelf.

## Val
Met de dood van Kafoer, hadden de Fatimiden geen opponent meer. In 969 werd Egypte een deel van het Kalifaat van de Fatimiden.

## Heersers
- 935 - 946 Muhammad ibn Tughj al-Ikhshid (محمد بن طغج الإخشيد)
- 946 - 961 Abu'l-Qasim Unujur ibn al-Ikhshid (أبو القاسم أنوجور بن الإخشيد)
- 961 - 966 Abu'l-Hasan Ali ibn al-Ikhshid (أبو الحسن علي بن الإخشيد)
- 966 - 968 Abu'l-Misk Kafoer (أبو المسك كافور)
- 968 - 969 Abu'l-Fawaris Ahmad ibn Ali ibn al-Ikhshid (أبو الفوارس أحمد بن علي بن الإخشيد)